# River (canção de Krystian Ochman)
"River" (em português: Rio) é a canção que representará a Polónia no Festival Eurovisão da Canção 2022 que terá lugar em Turim. A canção foi selecionada através de uma final nacional a 19 de fevereiro de 2022. Na semifinal do dia 12 de maio, a canção qualificou-se para a final.